# 韦纳尔 (犹他州)
韦纳尔（英文：Vernal），是美国犹他州尤因塔县下属的一座城市。建市于 1876年，面积大约为4.61平方英里（11.9平方公里），海拔约为5,328英尺（1,624米）。根据2010年美国人口普查，该市有人口9,089人。